# Żerdzina
Żerdzina [pronunciación en polaco: /ʐɛrˈd͡ʑina/] es un pueblo ubicado en el distrito administrativo de Gmina Panki, dentro del Distrito de Kłobuck, Voivodato de Silesia, en Polonia del sur. Se encuentra aproximadamente a 2 kilómetros al sur de Panki, a 15 kilómetros al suroeste de Kłobuck, y a 71 kilómetros al norte de la capital regional Katowice.
El pueblo tiene una población de 159 habitantes.